# Ceuaș, Mureș
Ceuaș, mai demult Ciavaș, Ceovaș, (în germană Grubendorf, în maghiară Csávás, Szászcsávás în trad. Ciavașu săsesc) este un sat în comuna Mica din județul Mureș, Transilvania, România.

## Populație
Conform Recensământului din anul 2022 populația localității era de 992 locuitori.

## Legături externe

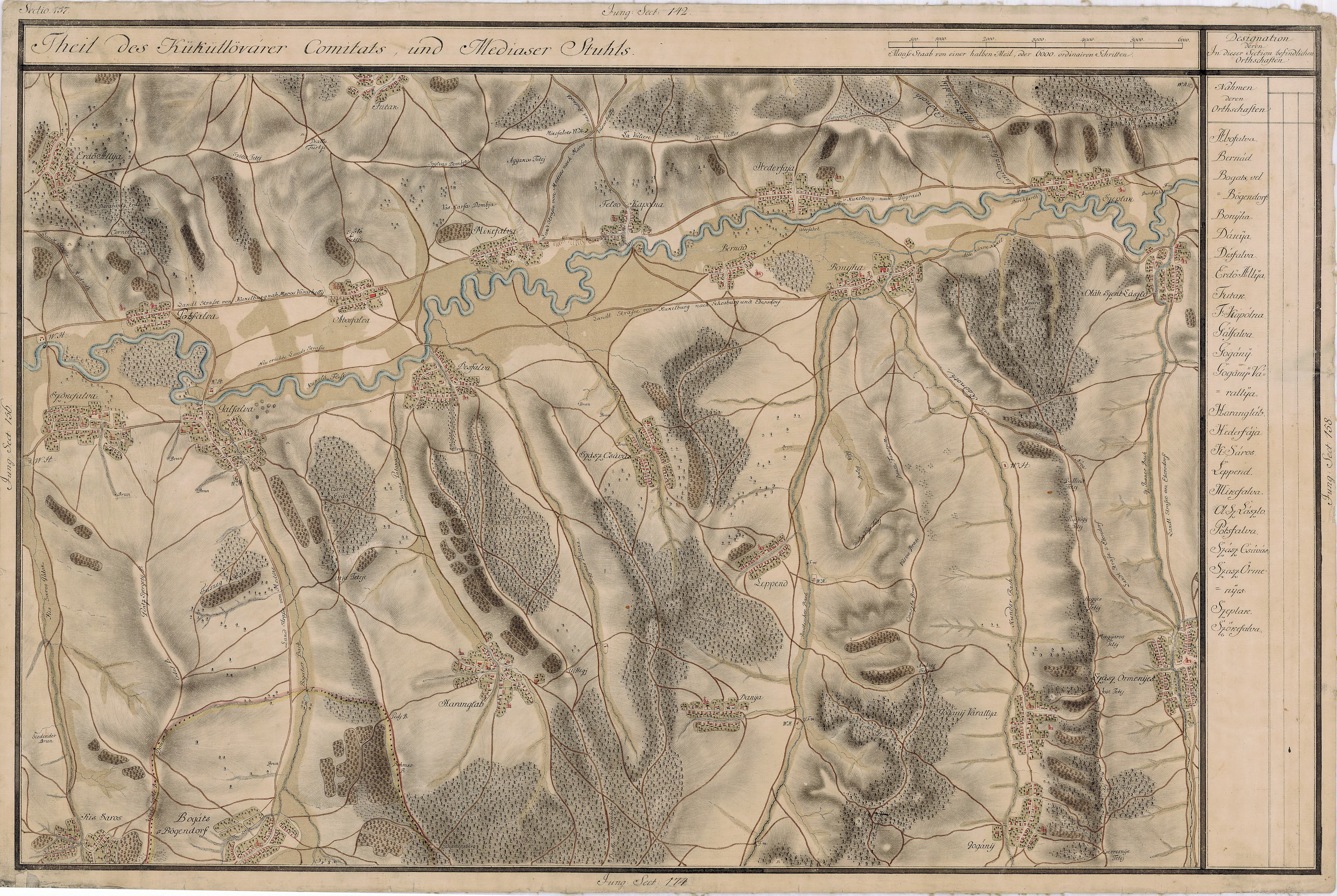
Ceuaș în Harta Iosefină a Transilvaniei, 1769-73

## Imagini

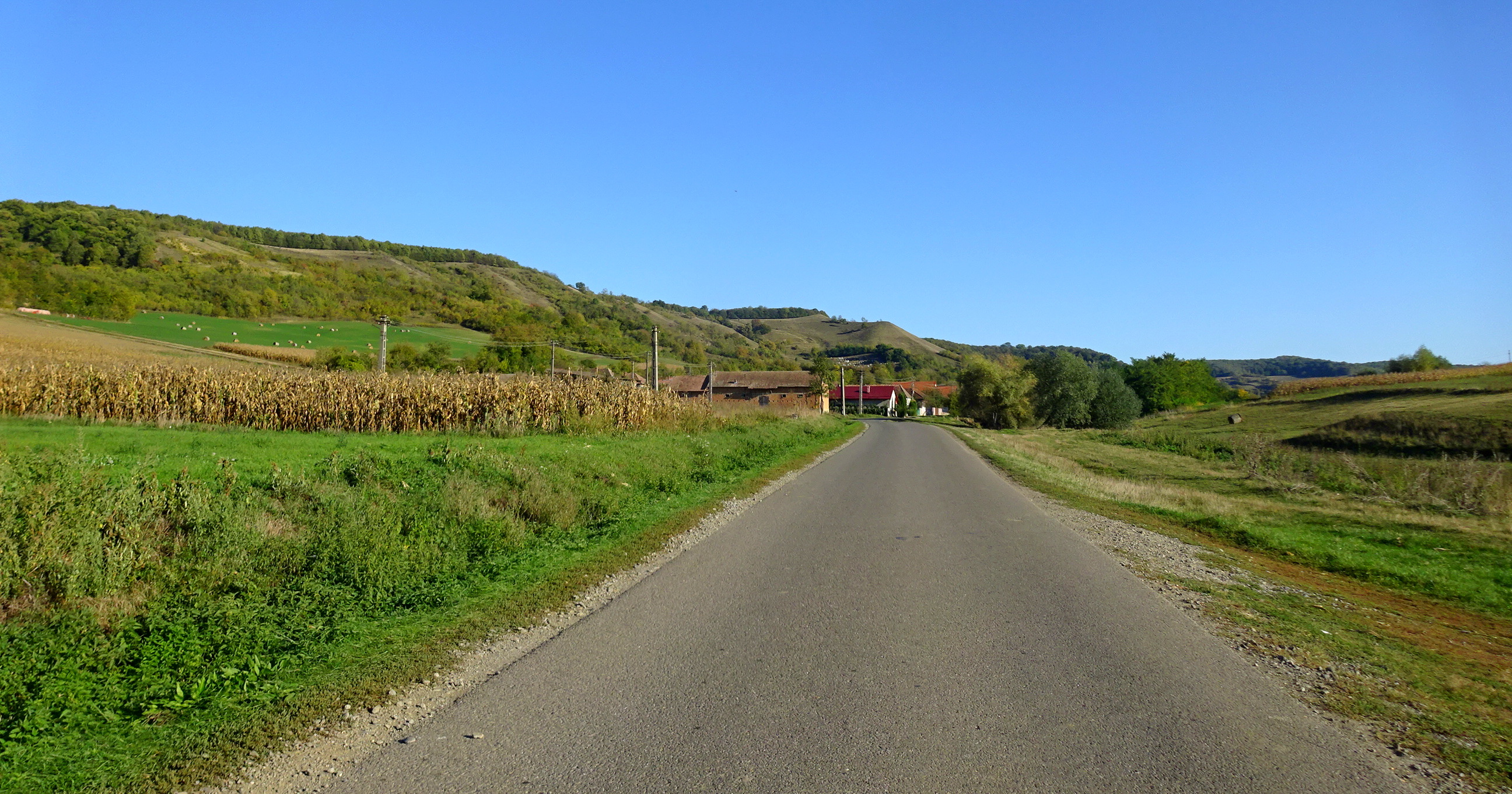
Drumul Mica-Ceuaș
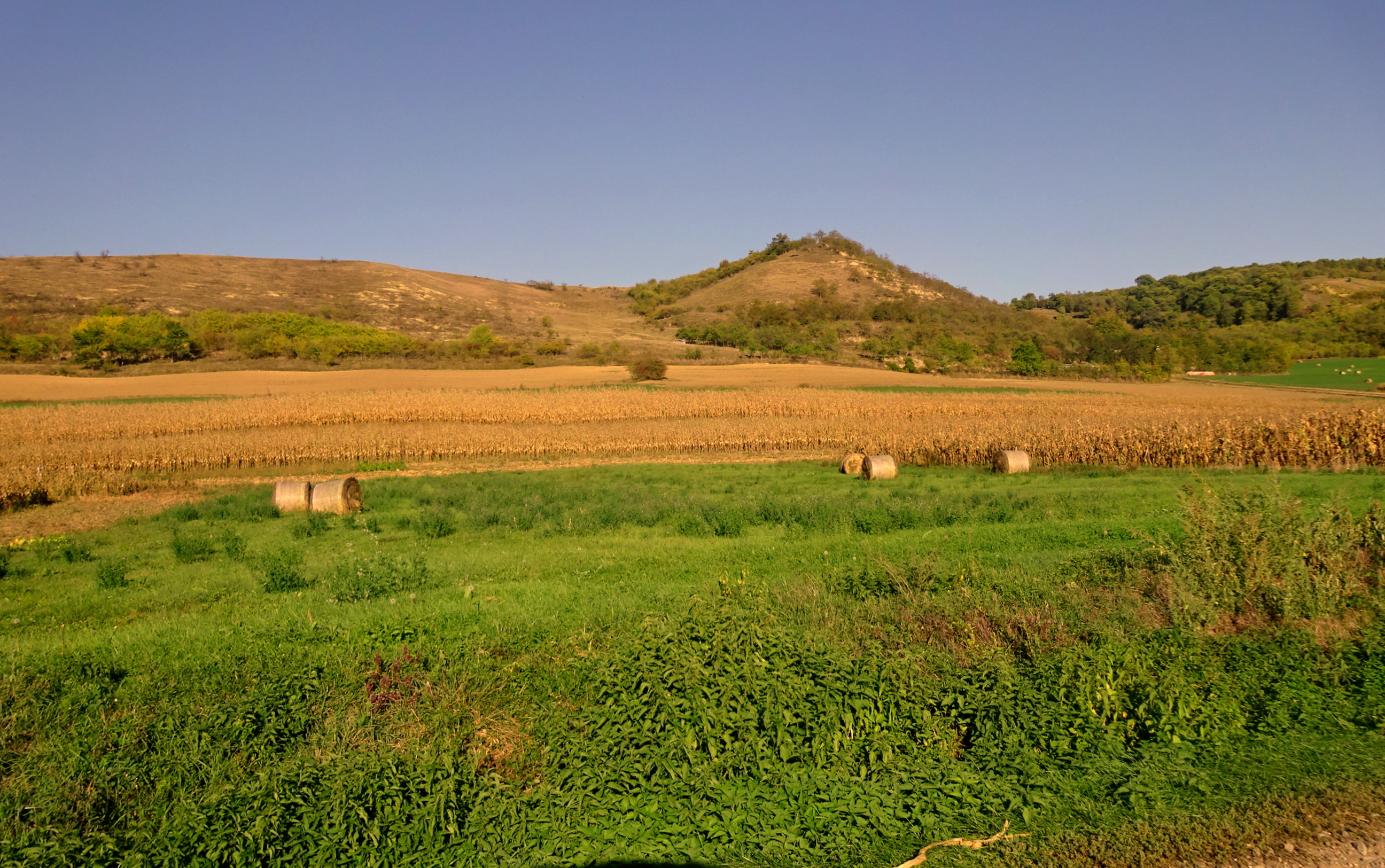
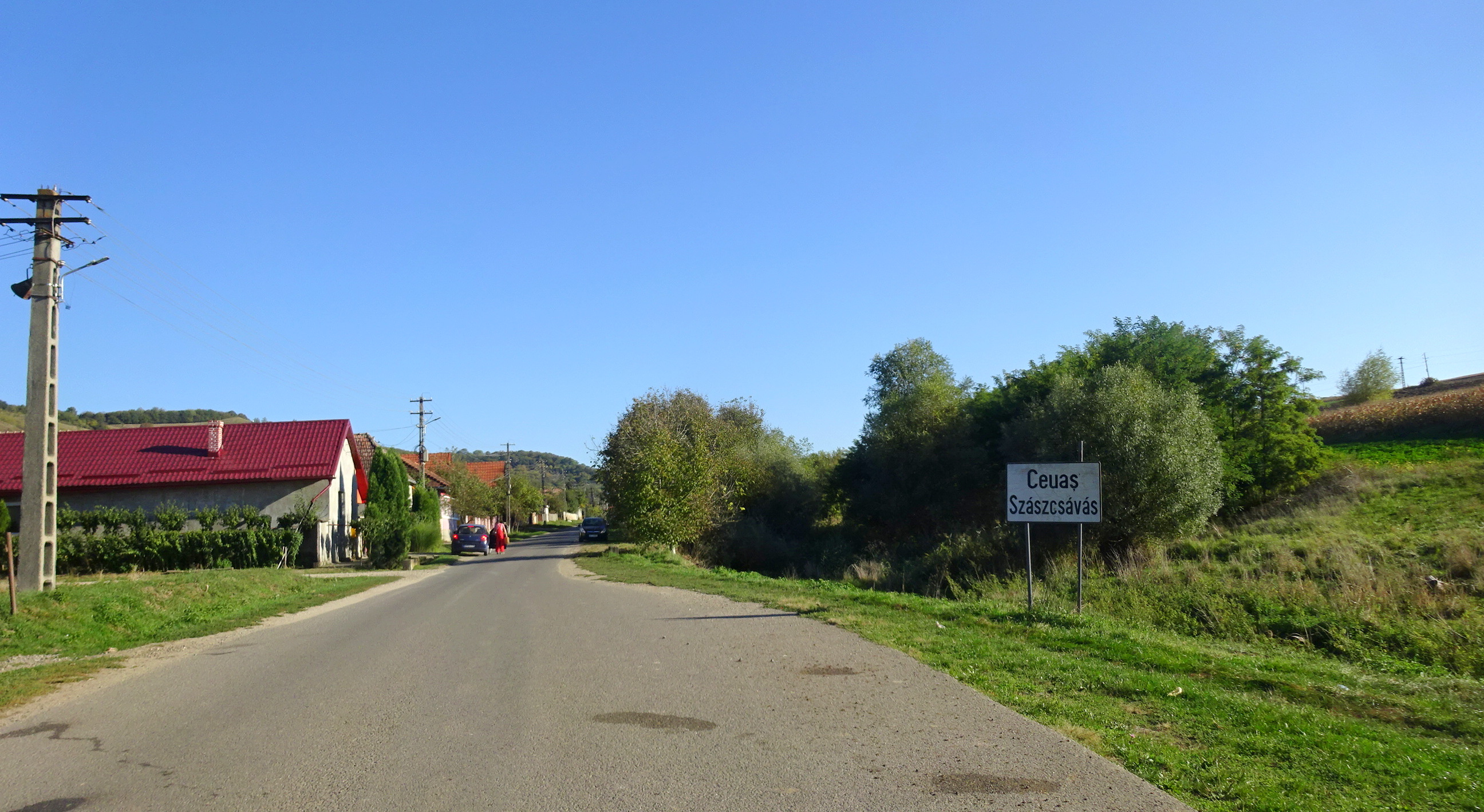
Intrarea în localitate
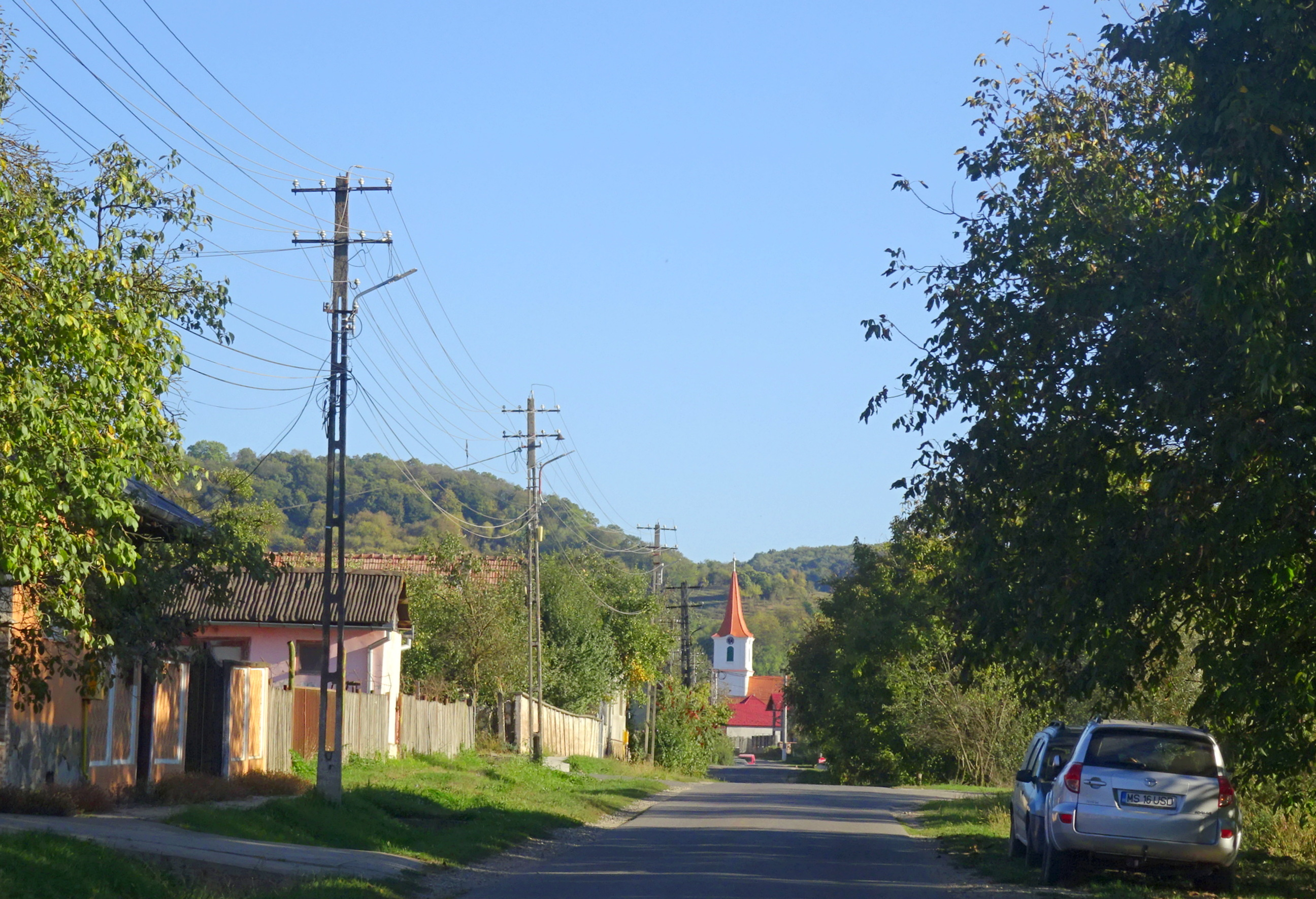
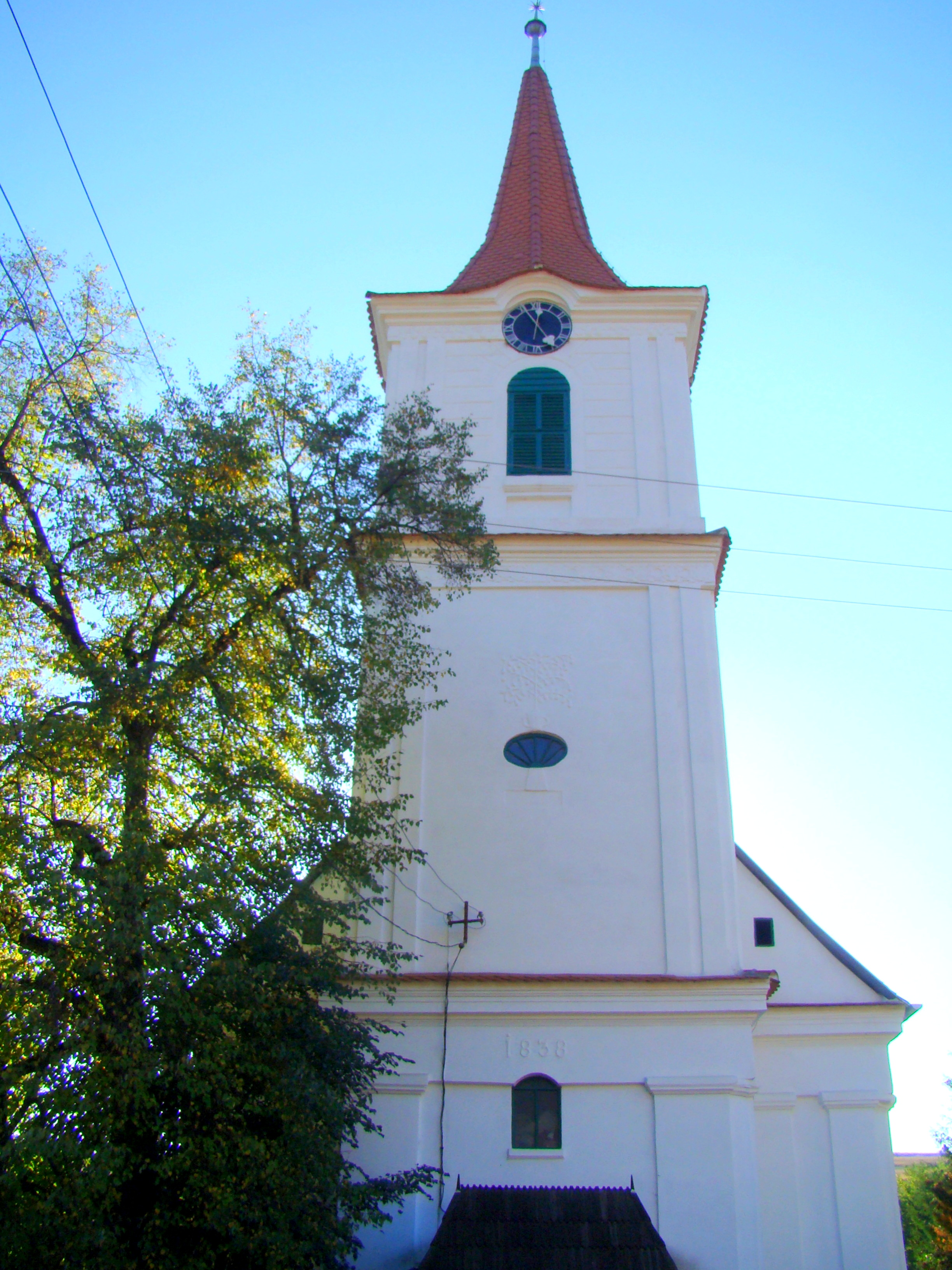
Biserica reformată din Ceuaș (1835)
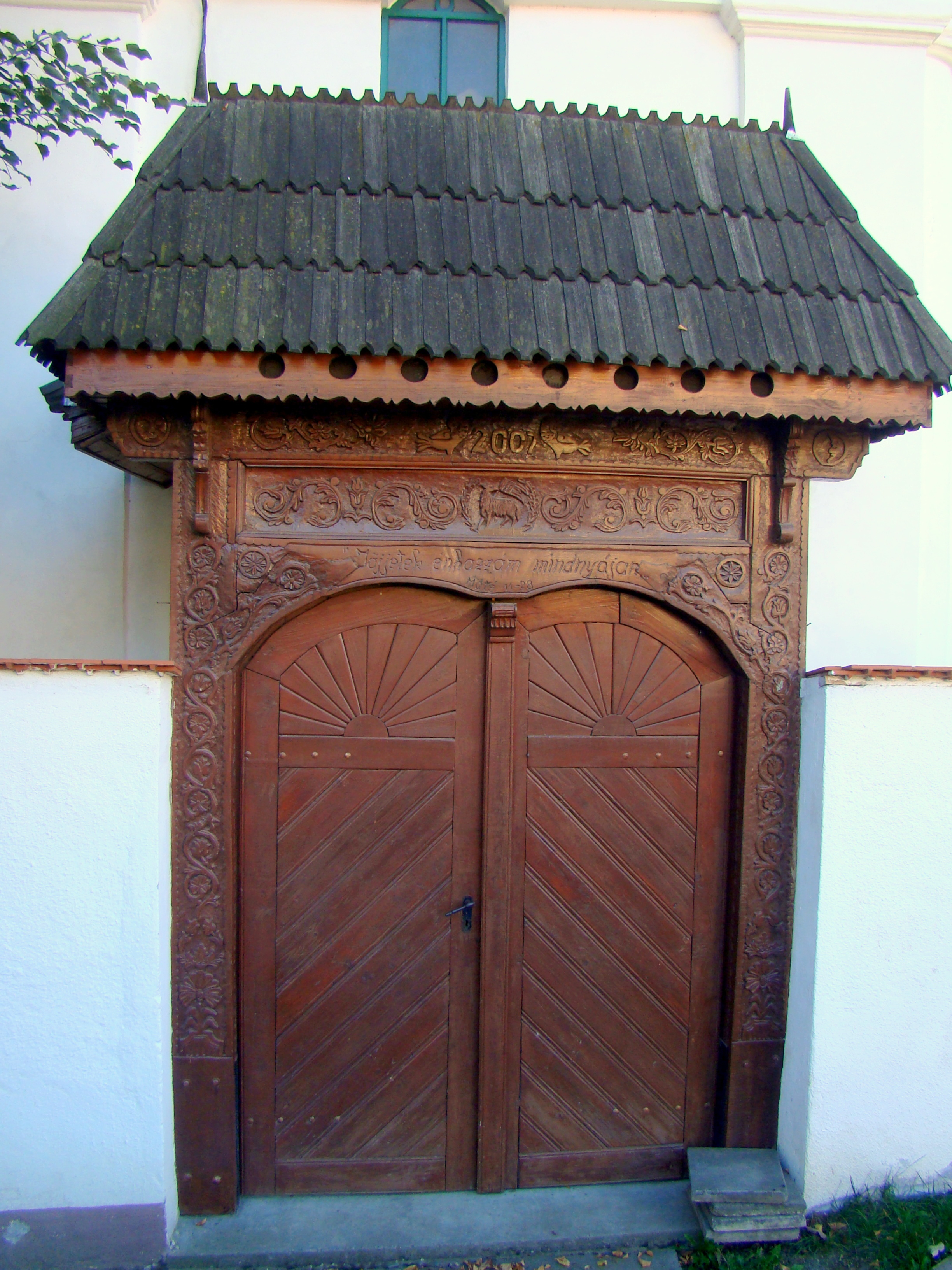
Poarta de lemn a bisericii
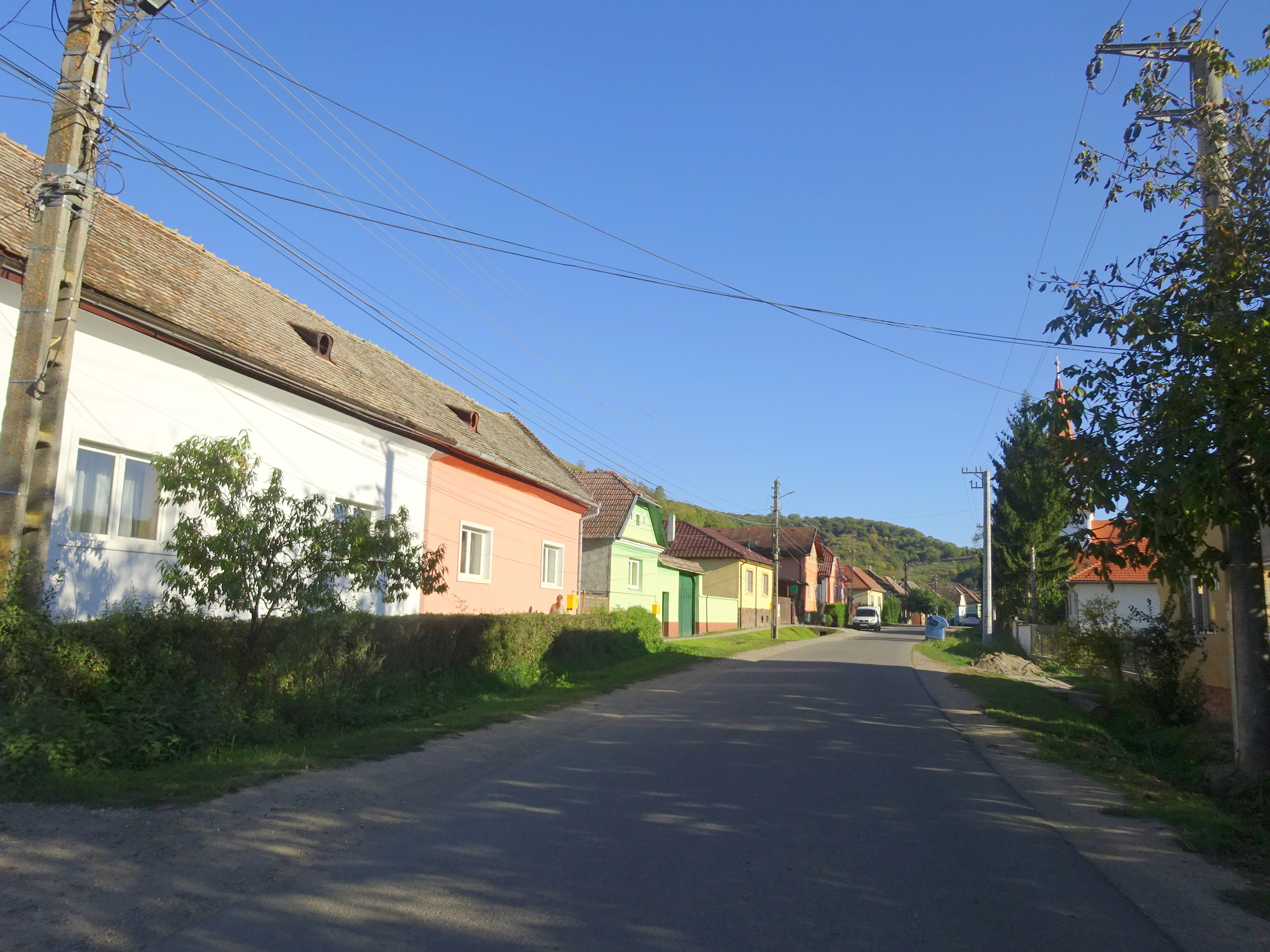
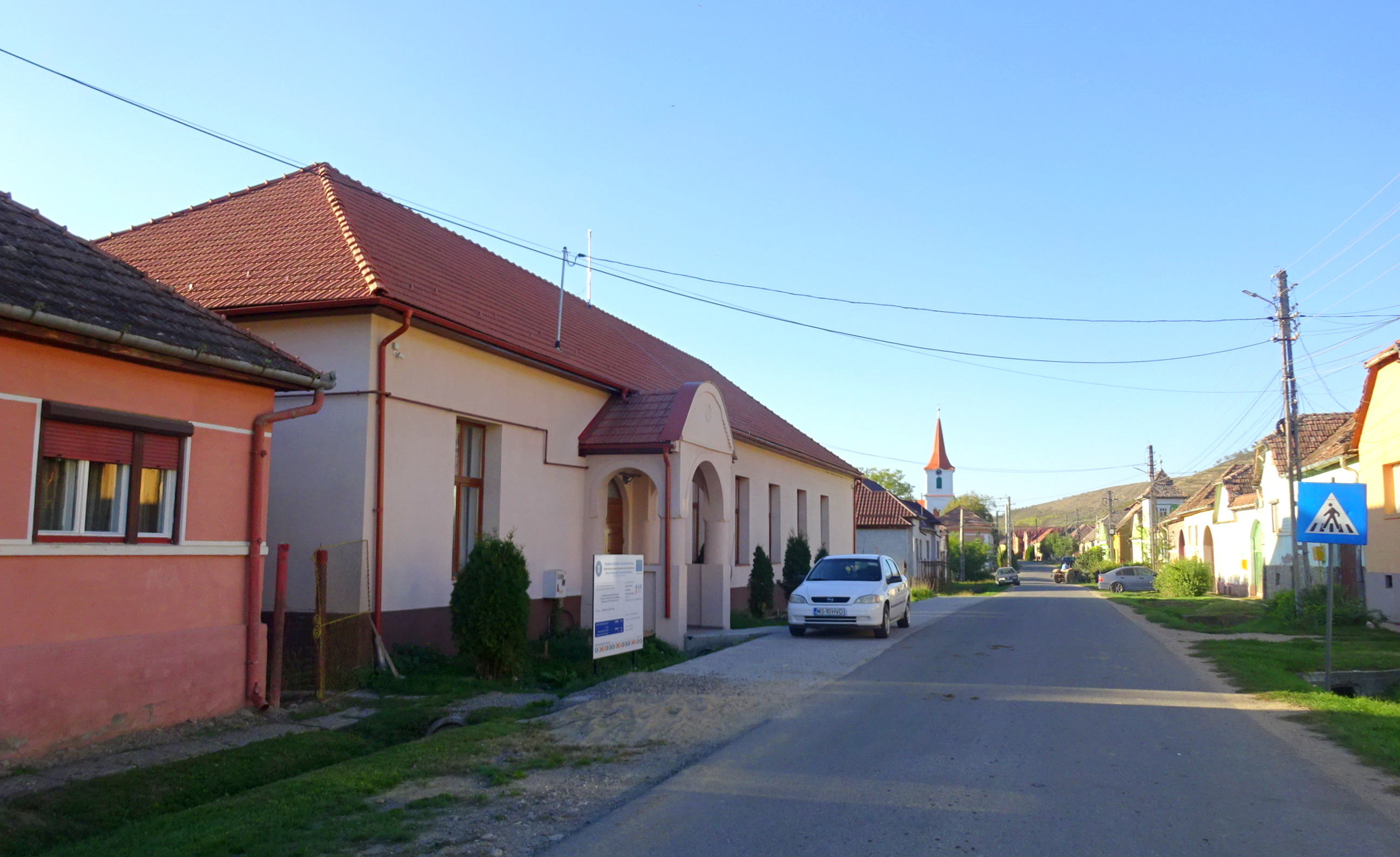
Căminul cultural
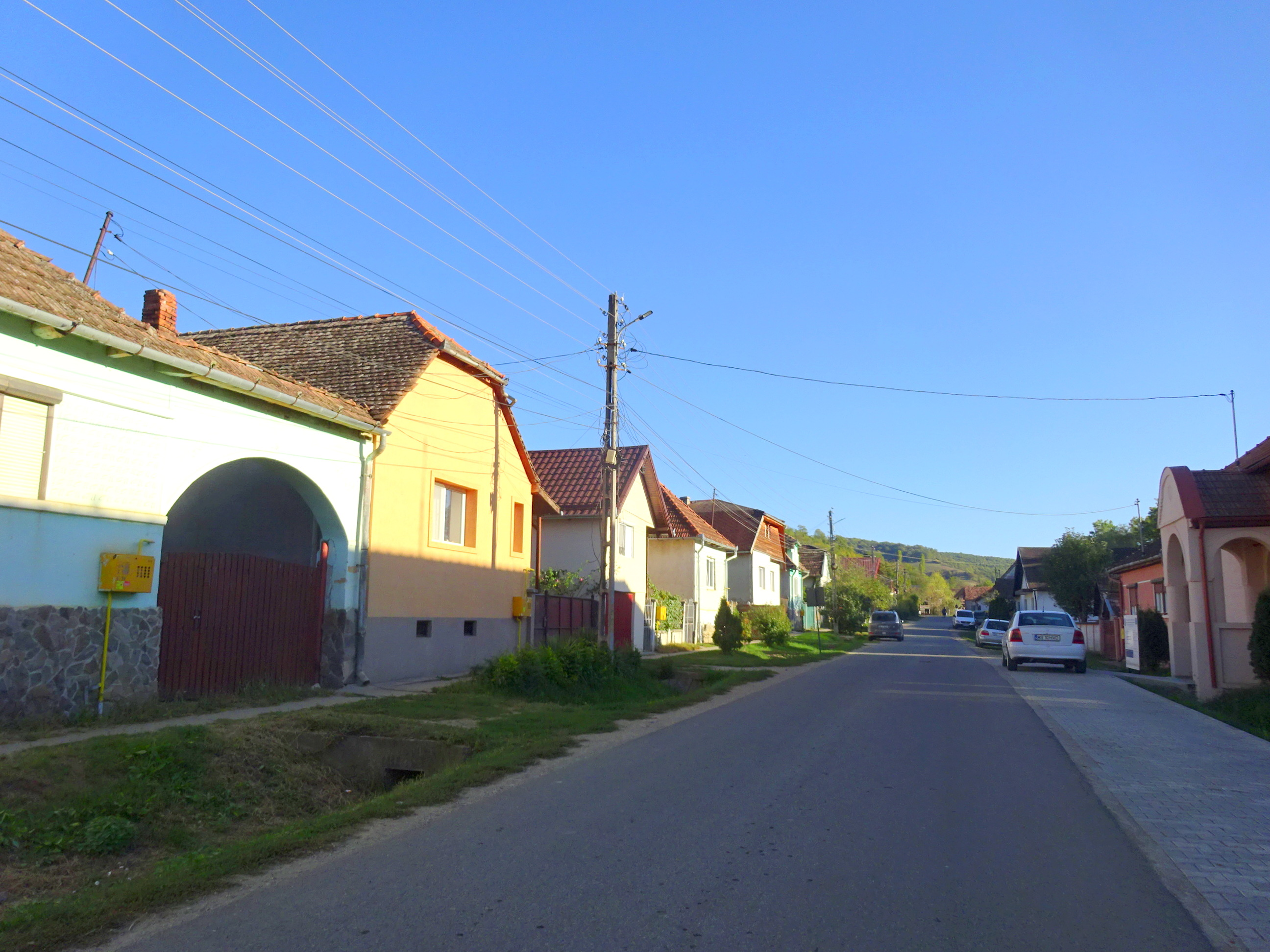
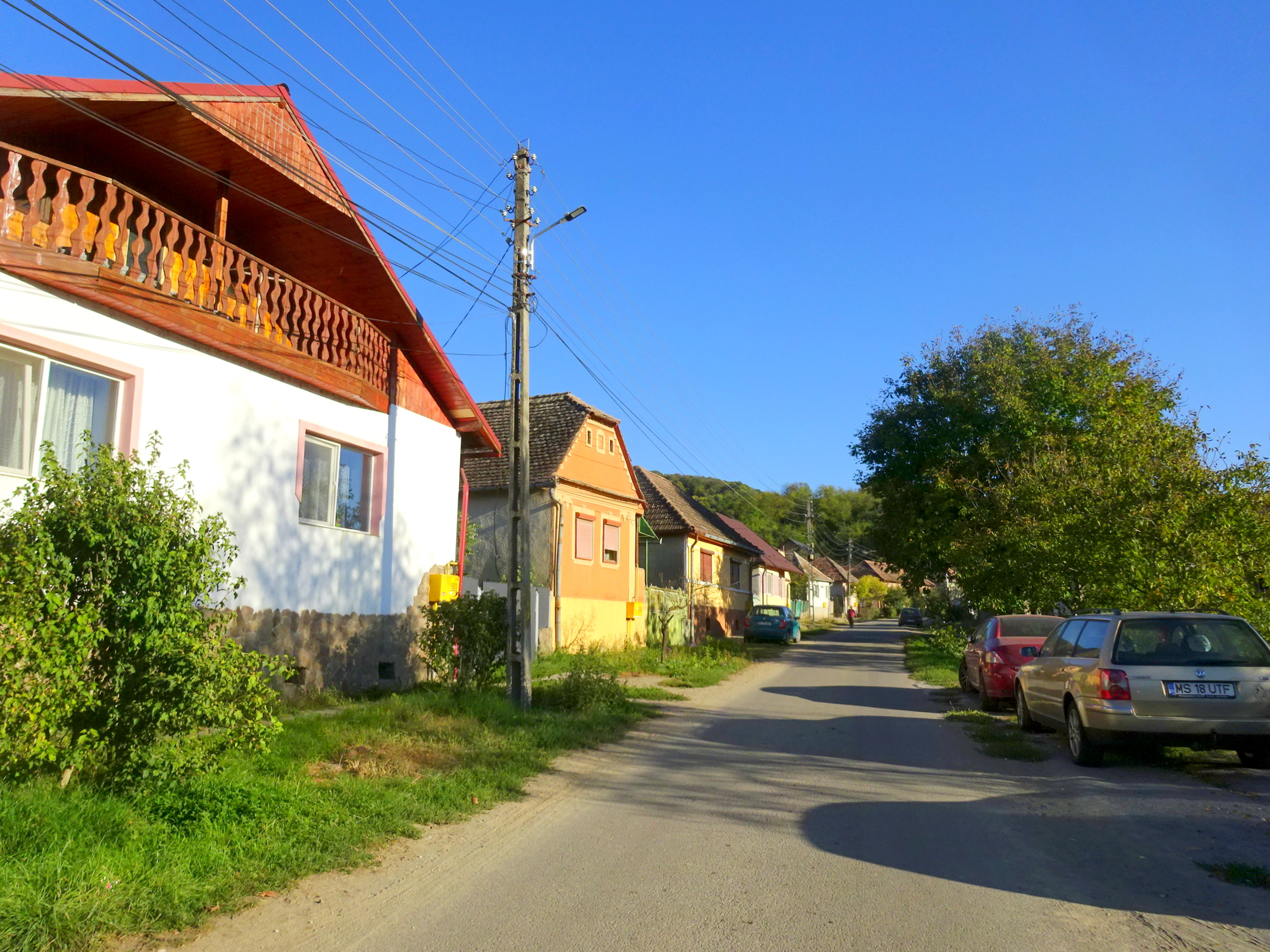
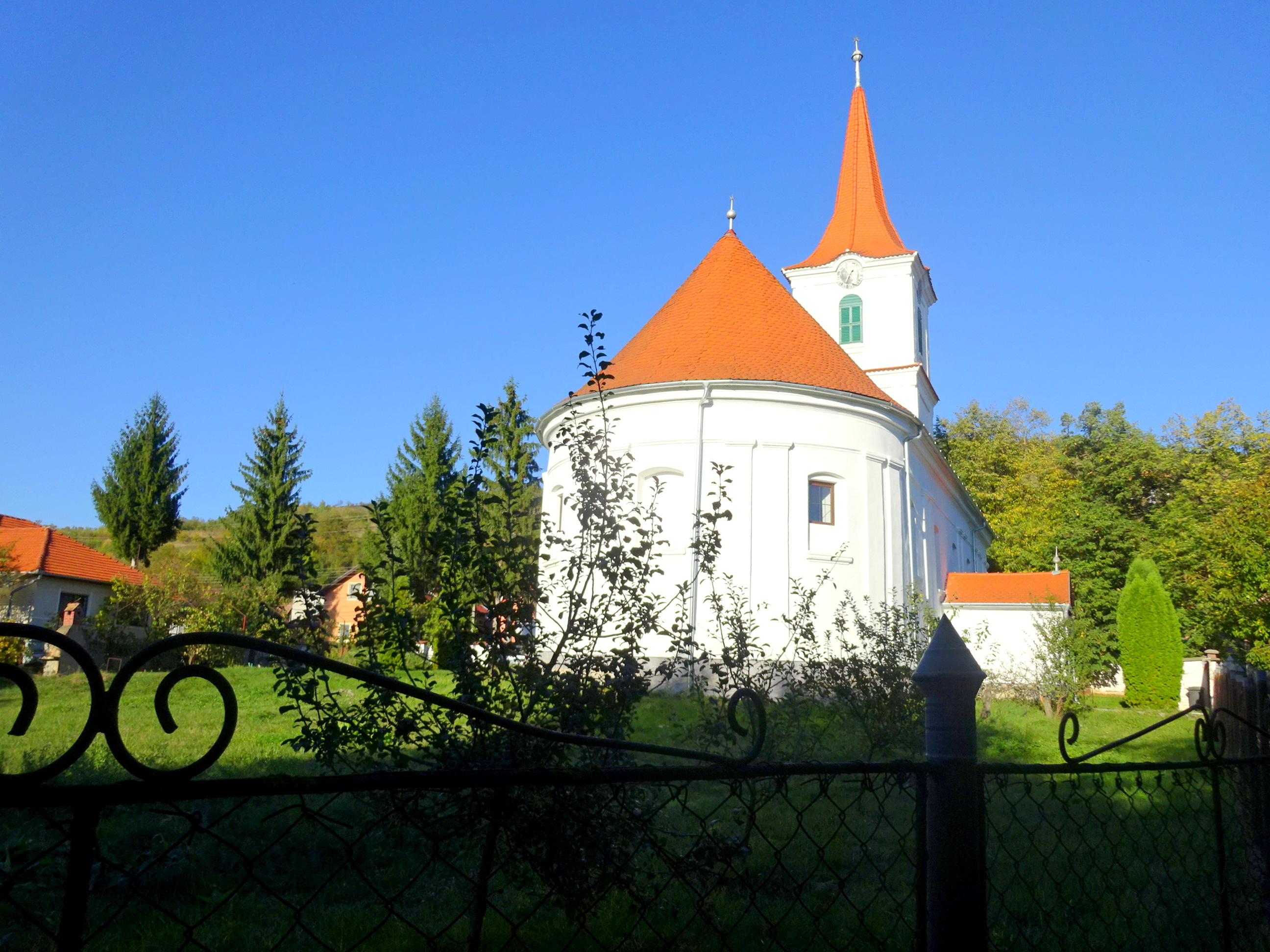
Biserica reformată din Ceuaș (1835)
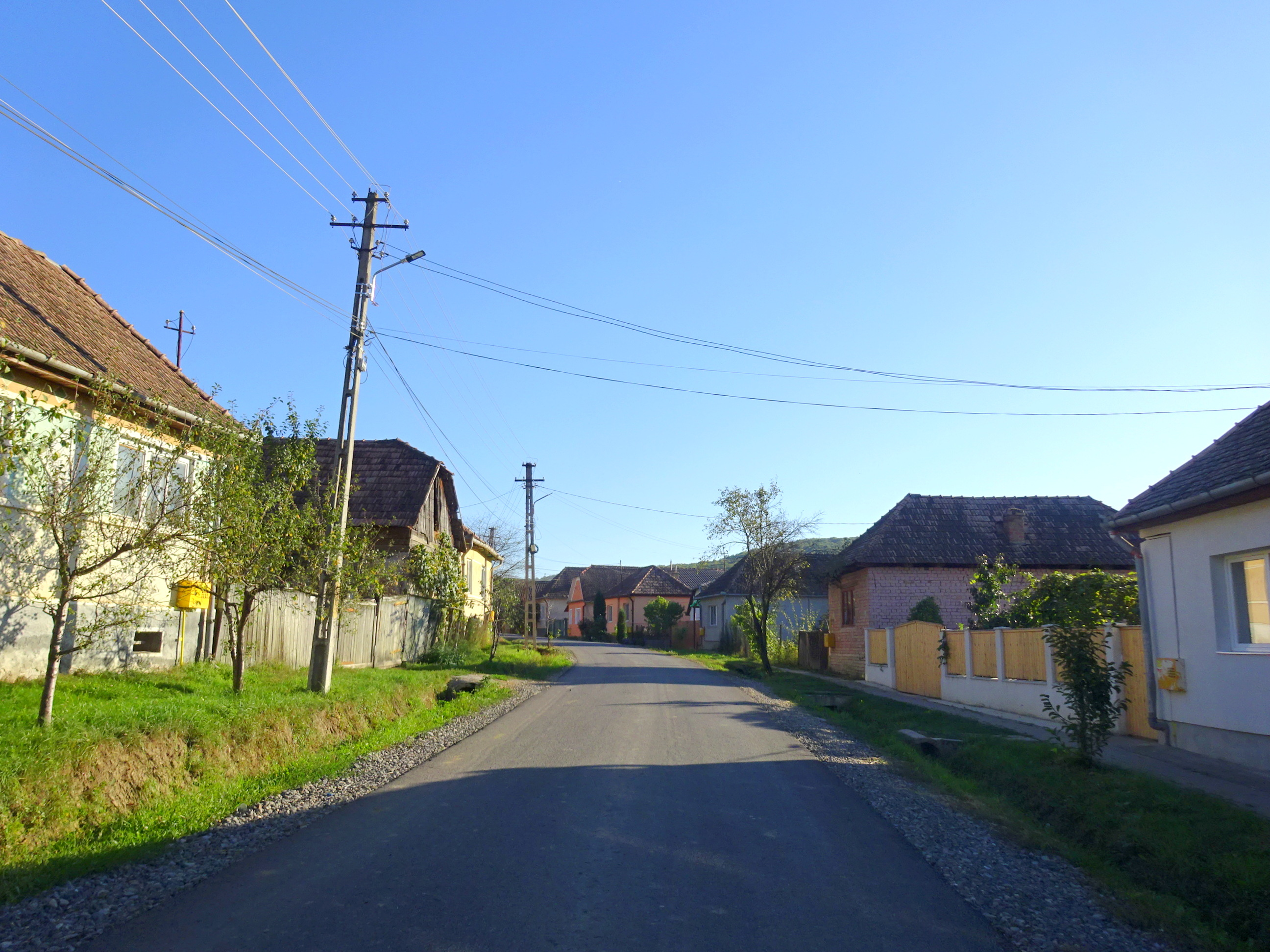
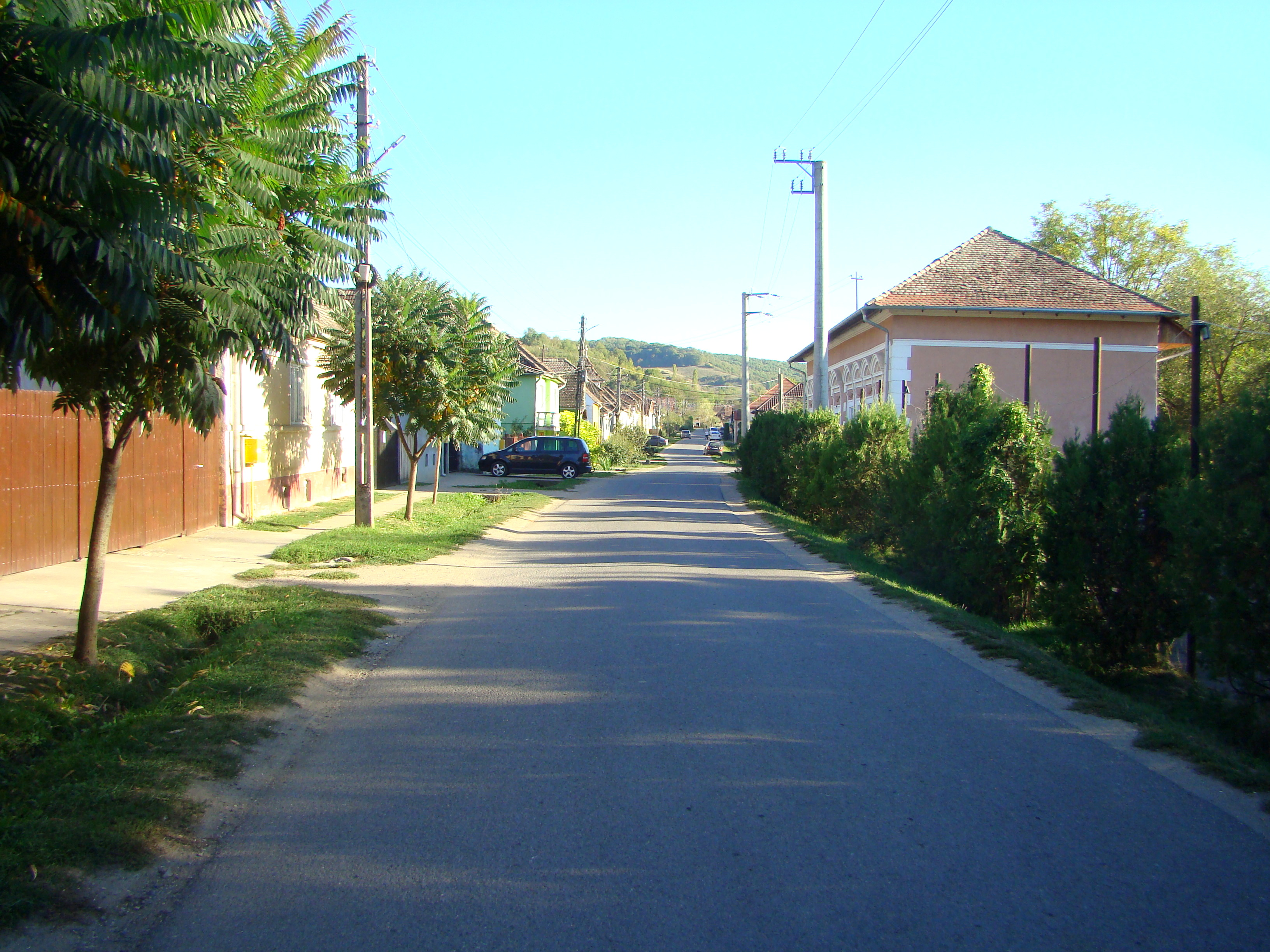
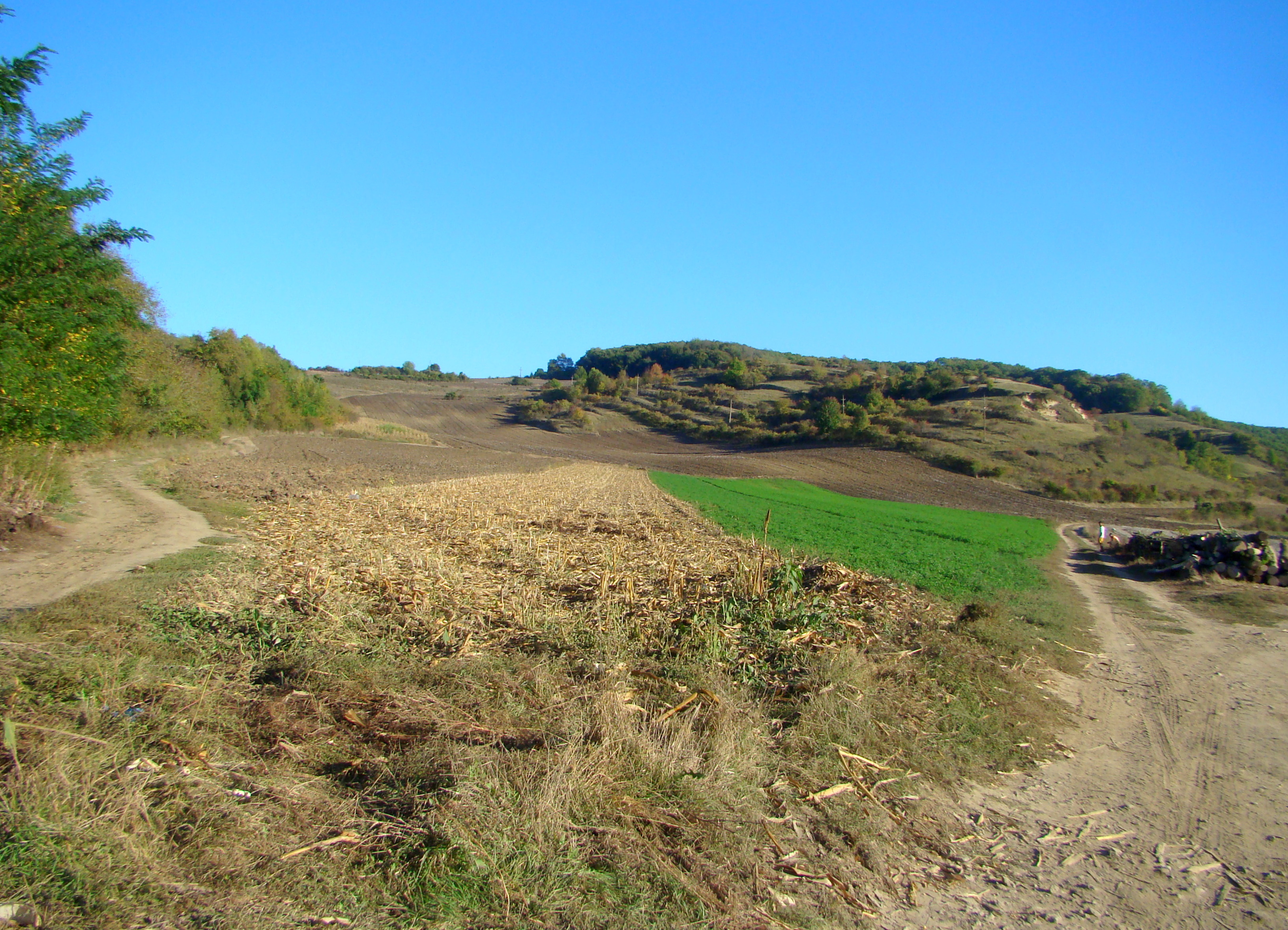
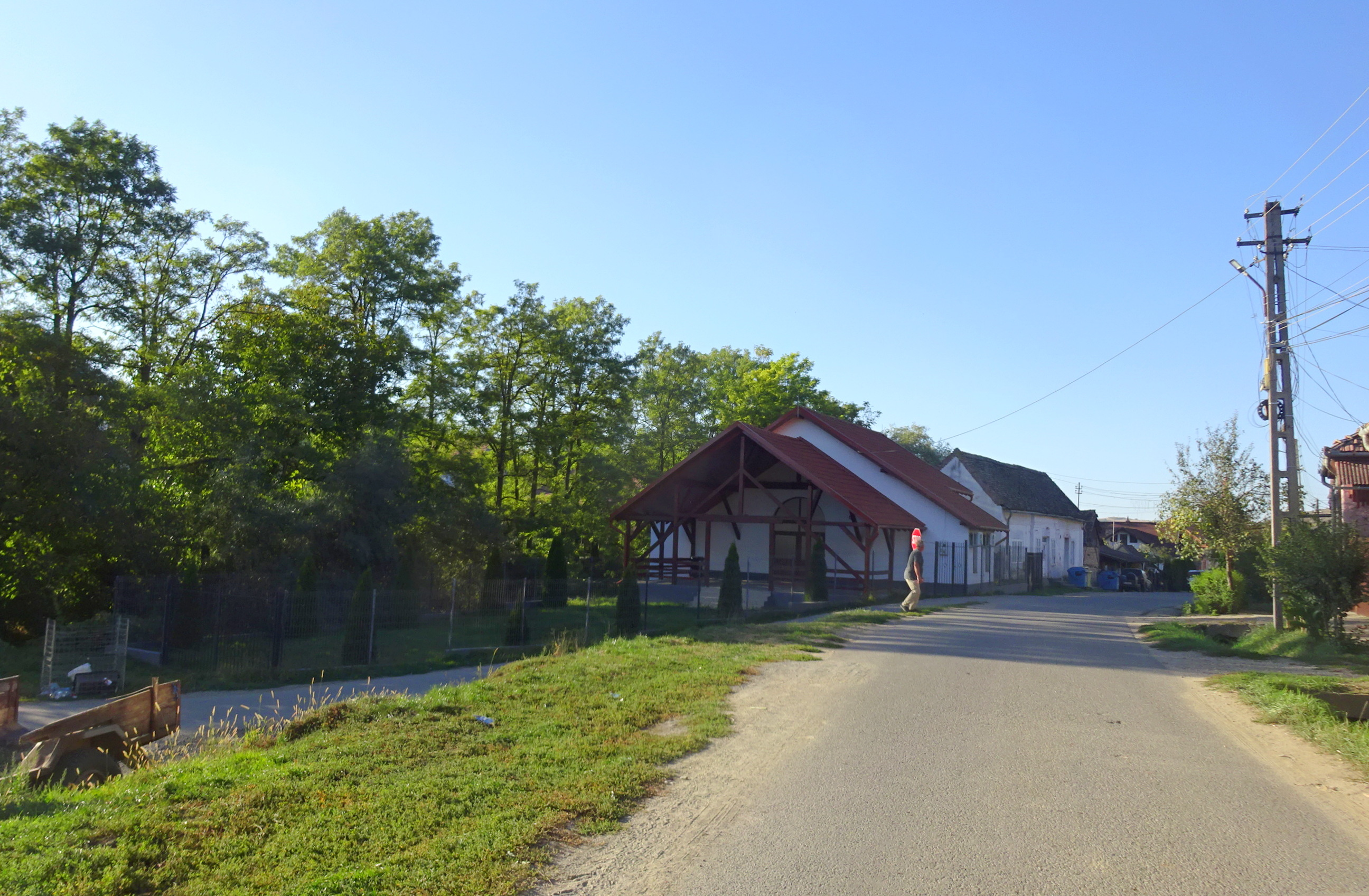